# Чемпионат СНГ по лёгкой атлетике 1992
Открытый чемпионат СНГ по лёгкой атлетике проходил с 22 по 24 июня 1992 года в Москве на стадионе «Локомотив». Соревнования являлись финальным этапом отбора в объединённую команду на Олимпийские игры, прошедшие 31 июля — 9 августа в испанской Барселоне. На протяжении трёх дней были разыграны 37 комплектов медалей.
Это был единственный в истории чемпионат СНГ. На открытии комментатор оговорился, назвав его 65-й чемпионат СНГ. В декабре 1991 года Советский Союз распался, однако полгода до окончания летних Олимпийских игр 1992 года спортсмены бывших союзных республик (за исключением стран Прибалтики) выступали на международных соревнованиях одной командой. Отбор в неё происходил на чемпионатах Содружества Независимых Государств.
Соревнования были личными: командное первенство отсутствовало, эстафеты не проводились.
В трёх дисциплинах были показаны результаты, превышающие рекорды СССР — теперь они стали национальными достижениями независимых республик. Ирина Привалова пробежала 100 метров за 10,82, установив рекорд России и лучший результат сезона в мире. Два дня спустя Привалова повторила эти достижения на дистанции 200 метров, где рекордным стало её время 22,14. Наталья Шиколенко впервые в карьере метнула копьё за 70 метров — 70,36 м. Этот результат стал новым рекордом Белоруссии.
Виталий Савин мог стать первым спринтером на постсоветском пространстве, пробежавшим 100 метров быстрее 10 секунд. В финале легкоатлет из Казахстана показал результат 9,94, однако попутный ветер превышал допустимую норму в 2 м/с, поэтому данный рекорд не был засчитан.
Трёхкратный чемпион и рекордсмен мира Сергей Бубка занял только третье место в прыжке с шестом. Победу здесь одержал 21-летний Максим Тарасов, повторивший лучший результат в карьере (5,90 м).
По традиции, высокий уровень подготовки показали метатели молота. В финале сразу четыре человека отправили снаряд за 80-метровую отметку. Лишним в борьбе за подиум и путёвку в Барселону оказался 37-летний двукратный олимпийский чемпион Юрий Седых, который остался четвёртым с лучшей попыткой на 80,78 м.
Рекордсменка мира Наталья Лисовская к семи победам на чемпионатах СССР добавила ещё одну, на чемпионате СНГ. Ей удалось опередить Светлану Кривелёву на 19 сантиметров — 20,39 м против 20,20 м.
В относительно новой дисциплине, женском метании молота, Ольга Кузенкова уступила менее двух метров собственному мировому достижению, установленному за три недели до чемпионата (65,40 м). Она казалась единственной участницей, преодолевшей 60-метровый рубеж — 63,86 м.
В прыжке в длину среди женщин две спортсменки совершили попытки за 7 метров: Инесса Кравец (7,04 м) опередила Ларису Бережную (7,01 м).
В течение 1992 года в различных городах были проведены также чемпионаты СНГ в отдельных дисциплинах лёгкой атлетики:
- 1 февраля — чемпионат СНГ по кроссу (Кисловодск)
- 21—23 февраля — открытый зимний чемпионат СНГ по метаниям (Адлер)
- 22 февраля — открытый зимний чемпионат СНГ по спортивной ходьбе (Сочи)
- 25 апреля — открытый чемпионат СНГ по ходьбе на 50 км (Москва)
- 30 мая — открытый чемпионат СНГ по спортивной ходьбе (Москва)

## Медалисты

### Мужчины
| Дисциплина                          | Золото                              | Золото             | Серебро                                 | Серебро            | Бронза                                 | Бронза             |
| ----------------------------------- | ----------------------------------- | ------------------ | --------------------------------------- | ------------------ | -------------------------------------- | ------------------ |
| 100 м (ветер: +2,7 м/с)             | Виталий Савин Казахстан Алма-Ата    | 9,94               | Павел Галкин Россия Самара              | 10,12              | Андрей Федорив Россия Москва           | 10,27              |
| 200 м (ветер: +2,0 м/с)             | Эдвин Иванов Россия Москва          | 20,52              | Игорь Стрельцов Украина Запорожье       | 20,71              | Михаил Вдовин Россия Пенза             | 20,90              |
| 400 м                               | Дмитрий Косов Россия Владивосток    | 45,97              | Дмитрий Клигер Россия Санкт-Петербург   | 46,09              | Дмитрий Головастов Россия Москва       | 46,22              |
| 800 м                               | Алексей Олейников Россия Ставрополь | 1.50,54            | Сергей Камаев Туркменистан Ашхабад      | 1.50,61            | Олег Степанов Россия Курган            | 1.50,88            |
| 1500 м                              | Андрей Черноколпаков Украина Киев   | 3.43,77            | Фарит Гаптуллин Россия Йошкар-Ола       | 3.43,98            |                                        | 3.44,61            |
| 5000 м                              | Андрей Тихонов Россия Кемерово      | 13.38,49           | Фарид Хайруллин Россия Москва           | 13.39,04           | Олег Стрижаков Россия Воронеж          | 13.41,18           |
| 10 000 м                            | Михаил Храмов Россия Саранск        | 28.55,38           | Владимир Гусев Казахстан Алма-Ата       | 29.07,20           | Пётр Сарафинюк Украина Киев            | 29.32,17           |
| 3000 м с препятствиями              | Иван Коновалов Россия Иркутск       | 8.36,81            | Владимир Голяс Россия Пенза             | 8.38,15            | Владимир Пронин Россия Москва          | 8.39,50            |
| 110 м с барьерами (ветер: +2,0 м/с) | Сергей Усов Узбекистан Ташкент      | 13,34              | Владимир Шишкин Россия Нижний Новгород  | 13,46              | Вадим Курач Россия Санкт-Петербург     | 13,47              |
| 400 м с барьерами                   | Вадим Задойнов Молдавия Кишинёв     | 49,82              | Олег Твердохлеб Украина Днепропетровск  | 50,51              | Николай Ильченко Таджикистан Душанбе   | 50,53              |
| Прыжок в высоту                     | Игорь Паклин Кыргызстан Бишкек      | 2,28 м             | Алексей Емелин Россия Москва            | 2,25 м             | Юрий Сергиенко Украина Николаев        | 2,20 м             |
| Прыжок с шестом                     | Максим Тарасов Россия Ярославль     | 5,90 м             | Игорь Транденков Россия Санкт-Петербург | 5,85 м             | Сергей Бубка Украина Донецк            | 5,80 м             |
| Прыжок в длину                      | Дмитрий Багрянов Россия Москва      | 8,27 м (+2,0 м/с)  | Вадим Иванов Россия Калуга              | 8,03 м (+2,5 м/с)  | Сергей Лаевский Украина Днепропетровск | 7,97 м (+2,6 м/с)  |
| Тройной прыжок                      | Александр Коваленко Россия Москва   | 17,32 м (−0,6 м/с) | Леонид Волошин Россия Краснодар         | 17,27 м (−1,0 м/с) | Василий Соков Таджикистан Душанбе      | 17,06 м (+0,2 м/с) |
| Толкание ядра                       | Андрей Немчанинов Украина Киев      | 20,60 м            | Вячеслав Лыхо Россия Московская область | 20,51 м            | Александр Клименко Украина Киев        | 20,49 м            |
| Метание диска                       | Владимир Зинченко Украина Запорожье | 65,90 м            | Дмитрий Шевченко Россия Краснодар       | 64,16 м            | Дмитрий Ковцун Украина Киев            | 63,72 м            |
| Метание молота                      | Игорь Астапкович Белоруссия Гродно  | 83,14 м            | Андрей Абдувалиев Таджикистан Душанбе   | 81,98 м            | Игорь Никулин Россия Санкт-Петербург   | 81,36 м            |
| Метание копья                       | Виктор Зайцев Узбекистан Ташкент    | 87,20 м            | Дмитрий Полюнин Узбекистан Ташкент      | 85,74 м            | Андрей Шевчук Россия Волгоград         | 81,76 м            |
| Десятиборье                         | Эдуард Хямяляйнен Белоруссия Гродно | 8194 очка          | Рамиль Ганиев Узбекистан Ташкент        | 8130 очков         | Виктор Радченко Украина Львов          | 8056 очков         |

### Женщины
| Дисциплина                          | Золото                                      | Золото             | Серебро                                      | Серебро            | Бронза                                | Бронза             |
| ----------------------------------- | ------------------------------------------- | ------------------ | -------------------------------------------- | ------------------ | ------------------------------------- | ------------------ |
| 100 м (ветер: +2,0 м/с)             | Ирина Привалова Россия Москва               | 10,82              | Галина Мальчугина Россия Брянск              | 10,96              | Ольга Богословская Россия Москва      | 11,07              |
| 200 м (ветер: +0,9 м/с)             | Ирина Привалова Россия Москва               | 22,14              | Марина Транденкова Россия Санкт-Петербург    | 22,73              | Оксана Стёпичева Россия Барнаул       | 23,03              |
| 400 м                               | Ольга Назарова Россия Москва                | 50,29              | Ольга Брызгина Украина Луганск               | 50,45              | Елена Рузина Россия Воронеж           | 50,78              |
| 800 м                               | Людмила Рогачёва Россия Ставрополь          | 1.57,93            | Елена Завадская Украина Донецк               | 1.59,36            |                                       | 1.59,54            |
| 1500 м                              | Наталья Артёмова Россия Санкт-Петербург     | 4.05,73            | Людмила Борисова Россия Санкт-Петербург      | 4.10,33            | Наталья Бетехтина Россия Екатеринбург | 4.11,58            |
| 3000 м                              | Ольга Чурбанова Россия Екатеринбург         | 8.58,03            | Тамара Коба Украина Днепропетровск           | 9.04,08            | Зоя Казновская Украина Запорожье      | 9.05,21            |
| 10 000 м                            | Елена Вязова Украина Харьков                | 32.09,87           | Ольга Бондаренко Россия Волгоград            | 32.10,10           | Людмила Матвеева Россия Уфа           | 32.10,84           |
| 2000 м с препятствиями              | Светлана Рогова Россия Нальчик              | 6.19,46            | Людмила Пушкина Украина Херсон               | 6.21,16            | Людмила Куропаткина Россия Ярославль  | 6.24,71            |
| 100 м с барьерами (ветер: +1,3 м/с) | Марина Азябина Россия Ижевск                | 12,76              | Наталья Григорьева Украина Харьков           | 12,78              | Наталья Колованова Украина Харьков    | 12,81              |
| 400 м с барьерами                   | Маргарита Пономарёва Россия Санкт-Петербург | 54,03              | Вера Ордина Россия Санкт-Петербург           | 54,55              | Наталья Торшина Казахстан Алма-Ата    | 55,43              |
| Прыжок в высоту                     | Ольга Турчак Украина Одесса                 | 1,92 м             | Татьяна Шевчик Белоруссия Минск              | 1,90 м             | Ольга Большова Молдавия Кишинёв       | 1,90 м             |
| Прыжок в длину                      | Инесса Кравец Украина Киев                  | 7,04 м (+1,7 м/с)  | Лариса Бережная Украина Киев                 | 7,01 м (+1,5 м/с)  | Ирина Мушаилова Россия Краснодар      | 6,86 м (+1,7 м/с)  |
| Тройной прыжок                      | Галина Чистякова Россия Москва              | 14,39 м (+1,2 м/с) | Наталья Каюкова Россия Хабаровск             | 14,20 м (−0,3 м/с) | Инна Ласовская Россия Москва          | 13,93 м (+1,0 м/с) |
| Толкание ядра                       | Наталья Лисовская Россия Москва             | 20,39 м            | Светлана Кривелёва Россия Московская область | 20,20 м            | Вита Павлыш Украина Харьков           | 19,66 м            |
| Метание диска                       | Эллина Зверева Белоруссия Минск             | 68,82 м            | Лариса Короткевич Россия Краснодар           | 67,72 м            | Ольга Бурова Россия Волгоград         | 65,16 м            |
| Метание молота                      | Ольга Кузенкова Россия Смоленск             | 63,86 м            | Любовь Карпова Россия Москва                 | 58,04 м            | Наталья Василенко Украина Мариуполь   | 51,48 м            |
| Метание копья                       | Наталья Шиколенко Белоруссия Минск          | 70,36 м            | Ирина Костюченкова Украина Харьков           | 63,16 м            | Елена Свеженцева Узбекистан Ташкент   | 61,76 м            |
| Семиборье                           | Ирина Белова Россия Иркутск                 | 6523 очка          | Анжела Атрощенко Белоруссия Гомель           | 6207 очков         | Таисия Добровицкая Белоруссия Минск   | 6122 очка          |

## Чемпионат СНГ по кроссу
Чемпионат СНГ по кроссу состоялся 1 февраля в Кисловодске, Ставропольский край, Россия.

### Мужчины
| Дисциплина  | Золото                        | Золото | Серебро                      | Серебро | Бронза                            | Бронза |
| ----------- | ----------------------------- | ------ | ---------------------------- | ------- | --------------------------------- | ------ |
| Кросс 12 км | Фарид Хайруллин Россия Москва | 37.57  | Андрей Усачёв Россия Иваново | 37.59   | Александр Бурцев Белоруссия Брест | 38.01  |

### Женщины
| Дисциплина | Золото                          | Золото | Серебро                           | Серебро | Бронза                              | Бронза |
| ---------- | ------------------------------- | ------ | --------------------------------- | ------- | ----------------------------------- | ------ |
| Кросс 5 км | Надежда Ильина Россия Чебоксары | 17.42  | Надежда Татаренкова Россия Абакан | 17.43   | Ольга Чурбанова Россия Екатеринбург | 17.46  |

## Открытый зимний чемпионат СНГ по метаниям
Открытый зимний чемпионат СНГ по метаниям прошёл 21—23 февраля в Адлере на стадионе «Трудовые резервы».

### Мужчины
| Дисциплина     | Золото                               | Золото  | Серебро                           | Серебро | Бронза                               | Бронза  |
| -------------- | ------------------------------------ | ------- | --------------------------------- | ------- | ------------------------------------ | ------- |
| Метание диска  | Андрей Кузянин Россия Москва         | 60,94 м | Юрий Думчев Россия Москва         | 60,44 м | Дмитрий Ковцун Украина Киев          | 60,08 м |
| Метание молота | Игорь Никулин Россия Санкт-Петербург | 80,04 м | Виталий Алисевич Белоруссия Минск | 78,66 м | Андрей Скварук Украина Ровно         | 77,80 м |
| Метание копья  | Андрей Новиков Украина Харьков       | 78,28 м | Сергей Гаврась Украина Ромны      | 74,70 м | Лев Шатило Россия Московская область | 74,62 м |

### Женщины
| Дисциплина     | Золото                             | Золото  | Серебро                                  | Серебро | Бронза                                 | Бронза  |
| -------------- | ---------------------------------- | ------- | ---------------------------------------- | ------- | -------------------------------------- | ------- |
| Метание диска  | Эллина Зверева Белоруссия Минск    | 65,24 м | Лариса Короткевич Белоруссия Минск       | 64,24 м | Антонина Патока Россия Санкт-Петербург | 63,58 м |
| Метание молота | Любовь Карпова Россия Москва       | 60,76 м | не вручалась [a]                         |         | не вручалась [a]                       |         |
| Метание копья  | Наталья Шиколенко Белоруссия Минск | 65,42 м | Екатерина Ивакина Россия Санкт-Петербург | 59,08 м | Ирина Костюченкова Украина Харьков     | 58,96 м |

a  В женском метании молота среди взрослых соревновалась только одна спортсменка. Остальные участницы боролись за призовые места в молодёжной (до 23 лет) и юниорской (до 20 лет) возрастных группах.

## Открытый зимний чемпионат СНГ по спортивной ходьбе
Открытый зимний чемпионат СНГ по спортивной ходьбе состоялся 22 февраля в Сочи.

### Мужчины
| Дисциплина      | Золото                          | Золото  | Серебро                           | Серебро | Бронза                             | Бронза  |
| --------------- | ------------------------------- | ------- | --------------------------------- | ------- | ---------------------------------- | ------- |
| Ходьба на 20 км | Евгений Мисюля Белоруссия Минск | 1:19.03 | Владимир Андреев Россия Чебоксары | 1:19.53 | Валерий Борисов Казахстан Темиртау | 1:21.42 |
| Ходьба на 30 км | Валерий Спицын Россия Челябинск | 2:04.24 | Сергей Катураев Россия Череповец  | 2:05.01 | Виктор Гинько Белоруссия Минск     | 2:08.17 |

### Женщины
| Дисциплина      | Золото                         | Золото | Серебро                      | Серебро | Бронза                                  | Бронза |
| --------------- | ------------------------------ | ------ | ---------------------------- | ------- | --------------------------------------- | ------ |
| Ходьба на 10 км | Алина Иванова Россия Чебоксары | 42.48  | Елена Сайко Россия Челябинск | 43.15   | Людмила Майорова Россия Санкт-Петербург | 44.22  |

## Открытый чемпионат СНГ по спортивной ходьбе на 50 км
Чемпионат СНГ по ходьбе на 50 км среди мужчин состоялся 25 апреля в Москве. Все три призёра превысили высшее мировое достижение на этой дистанции (3:37.41), а победитель Валерий Спицын побил рекорд сразу на четыре минуты — 3:33.22. Однако позднее выяснилось, что трасса была короче положенных 50 км, и показанные результаты непригодны для статистических целей.

### Мужчины
| Дисциплина       | Золото                          | Золото   | Серебро                         | Серебро  | Бронза                           | Бронза   |
| ---------------- | ------------------------------- | -------- | ------------------------------- | -------- | -------------------------------- | -------- |
| Ходьба на 50 км* | Валерий Спицын Россия Челябинск | 3:33.22* | Виталий Попович Украина Бровары | 3:36.12* | Андрей Плотников Россия Владимир | 3:37.05* |

* Дистанция короче 50 км.

## Открытый чемпионат СНГ по спортивной ходьбе
Открытый чемпионат СНГ по спортивной ходьбе состоялся 30 мая в Москве.

### Мужчины
| Дисциплина      | Золото                            | Золото  | Серебро                               | Серебро | Бронза                       | Бронза  |
| --------------- | --------------------------------- | ------- | ------------------------------------- | ------- | ---------------------------- | ------- |
| Ходьба на 20 км | Владимир Андреев Россия Чебоксары | 1:21.08 | Олег Трошин Россия Московская область | 1:21.12 | Владимир Дручик Украина Луцк | 1:21.17 |

### Женщины
| Дисциплина      | Золото                           | Золото | Серебро                      | Серебро | Бронза | Бронза |
| --------------- | -------------------------------- | ------ | ---------------------------- | ------- | ------ | ------ |
| Ходьба на 10 км | Елена Николаева Россия Чебоксары | 43.03  | Елена Сайко Россия Челябинск | 43.13   |        |        |

## Состав объединённой команды для участия в XXV летних Олимпийских играх
По итогам чемпионата в состав объединённой команды для участия в Олимпийских играх в Барселоне вошли:
Мужчины
100 м: Виталий Савин, Павел Галкин.

200 м: Эдвин Иванов.

Эстафета 4х100 м: Виталий Савин, Павел Галкин, Эдвин Иванов, Андрей Федорив.

400 м: Дмитрий Косов.

Эстафета 4х400 м: Дмитрий Косов, Дмитрий Клигер, Дмитрий Головастов, Олег Твердохлеб.

800 м: Анатолий Макаревич.

1500 м: Азат Ракипов.

5000 м: Андрей Тихонов.

10 000 м: Олег Стрижаков.

Марафон: Яков Толстиков.

3000 м с препятствиями: Иван Коновалов, Владимир Голяс.

110 м с барьерами: Сергей Усов, Владимир Шишкин, Вадим Курач.

400 м с барьерами: Вадим Задойнов, Олег Твердохлеб.

Прыжок в высоту: Игорь Паклин, Юрий Сергиенко.

Прыжок с шестом: Максим Тарасов, Игорь Транденков, Сергей Бубка.

Прыжок в длину: Дмитрий Багрянов, Вадим Иванов.

Тройной прыжок: Александр Коваленко, Леонид Волошин, Василий Соков.

Толкание ядра: Андрей Немчанинов, Вячеслав Лыхо, Александр Клименко.

Метание диска: Владимир Зинченко, Дмитрий Шевченко, Дмитрий Ковцун.

Метание молота: Игорь Астапкович, Андрей Абдувалиев, Игорь Никулин.

Метание копья: Виктор Зайцев, Дмитрий Полюнин, Андрей Шевчук.

Десятиборье: Эдуард Хямяляйнен, Рамиль Ганиев, Виктор Радченко.

Ходьба 20 км: Михаил Щенников, Владимир Андреев, Олег Трошин.

Ходьба 50 км: Александр Поташёв, Андрей Перлов, Валерий Спицын.
Женщины
100 м: Ирина Привалова, Ольга Богословская.

200 м: Галина Мальчугина, Ирина Привалова, Марина Транденкова.

Эстафета 4х100 м: Галина Мальчугина, Ирина Привалова, Ольга Богословская, Марина Транденкова.

400 м: Ольга Назарова, Ольга Брызгина, Елена Рузина.

Эстафета 4х400 м: Ольга Назарова, Ольга Брызгина, Елена Рузина, Марина Шмонина, Людмила Джигалова, Лилия Нурутдинова.

800 м: Лилия Нурутдинова, Любовь Гурина, Инна Евсеева.

1500 м: Людмила Рогачёва, Татьяна Самоленко, Екатерина Подкопаева.

3000 м: Елена Романова, Татьяна Самоленко, Елена Копытова.

10 000 м: Елена Вязова, Ольга Бондаренко, Людмила Матвеева.

Марафон: Валентина Егорова, Рамиля Бурангулова, Мадина Биктагирова.

100 м с барьерами: Людмила Нарожиленко, Марина Азябина, Наталья Колованова.

400 м с барьерами: Татьяна Ледовская, Маргарита Пономарёва, Вера Ордина.

Прыжок в высоту: Ольга Турчак, Татьяна Шевчик, Ольга Большова.

Прыжок в длину: Инесса Кравец, Лариса Бережная, Ирина Мушаилова.

Толкание ядра: Наталья Лисовская, Светлана Кривелёва, Вита Павлыш.

Метание диска: Лариса Короткевич, Ольга Бурова, Ирина Ятченко.

Метание копья: Наталья Шиколенко, Ирина Костюченкова, Елена Свеженцева.

Семиборье: Ирина Белова, Анжела Атрощенко.

Ходьба 10 км: Алина Иванова, Елена Николаева, Елена Сайко.